# 南里氏
南里氏（なんりし）は、肥前国佐賀平野に本拠のあった一族である。江戸時代には、佐賀藩の下級武士であった。同国で発見された南里氏への加冠状の記録は南北朝時代まで遡ることができるほか、室町時代末期における所領安堵に関する記録が数点確認されている。本拠は現在も地名が残る佐賀市川副町大字南里の付近であったと推測されるが、その所領は小城郡内および佐賀郡内の小城郡との境に近い場所であったことが記録から確認されている。さらに、南里氏が建てたとされる寺なども残っている（多聞院）。陸軍軍人の南里昂中佐を輩出している。